# 中原和郎

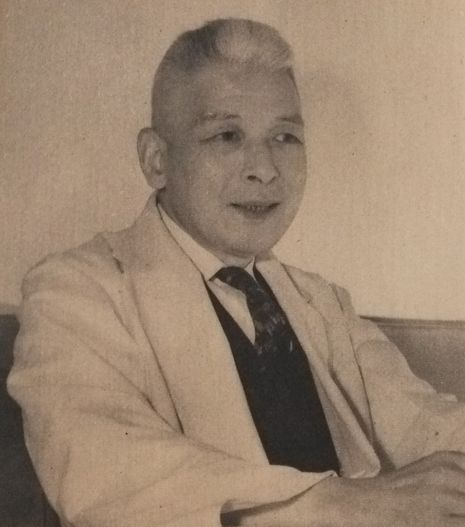
1956年

中原 和郎（なかはら わろう、1896年1月16日 - 1976年1月21日）は、日本の生化学者。医学博士。日本学士院会員。がんの生化学的研究で知られる。

## 人物
鳥取県河村郡（現・湯梨浜町）生まれ。1918年にコーネル大学を卒業後、ロックフェラー医学研究所、理化学研究所、東大伝染病研究所などで研究を進める。1923年、医学博士（京都大学）（学位論文「淋巴球に関する研究 」）の学位を取得。 1948年から財団法人癌研究会所長を務め、1962年、国立がんセンター研究所初代所長となる。所長時代には、がん細胞からトキソホルモンの抽出に成功するなど、研究所の存在を確立。1965年に福岡文子との共同研究で学士院賞を受賞。1968年度第1回高松宮妃癌研究基金学術賞を受賞。1974年からは同センター総長を務めるが、1976年に心筋梗塞にて死去。墓所は多磨霊園
外国産蝶コレクションの草分け、日本産蝶の分類研究者としても知られ、晩年には自身のコレクションを国立科学博物館に寄贈している。

## 著書
- 『ビタミンの話』主婦之友社　1948　うち中で読む科学の本
- 『癌』1955　岩波新書

## 共編著
- 『癌研究の進歩』吉田富三共監修　医学書院　1956
- 『世界の蝶 原色図鑑』黒沢良彦共著　北隆館　1958
- 『癌の生化学』編　医学書院　1960
- 『細胞生物学』藤井隆,三浦義彰共編　朝倉書店　1967